# Lieder der Nationalsozialisten

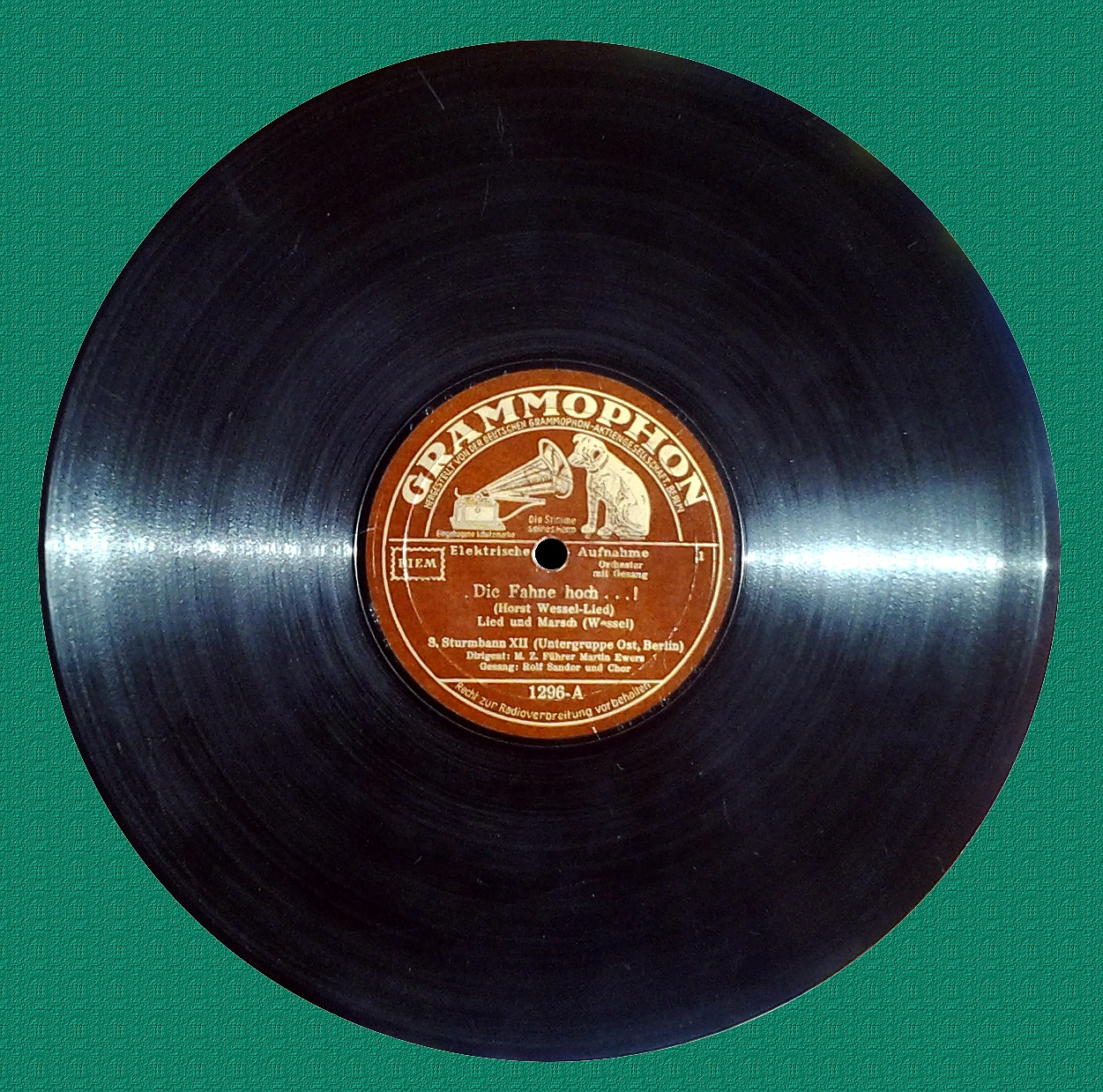
Eine Schellackplatte mit dem Horst-Wessel-Lied

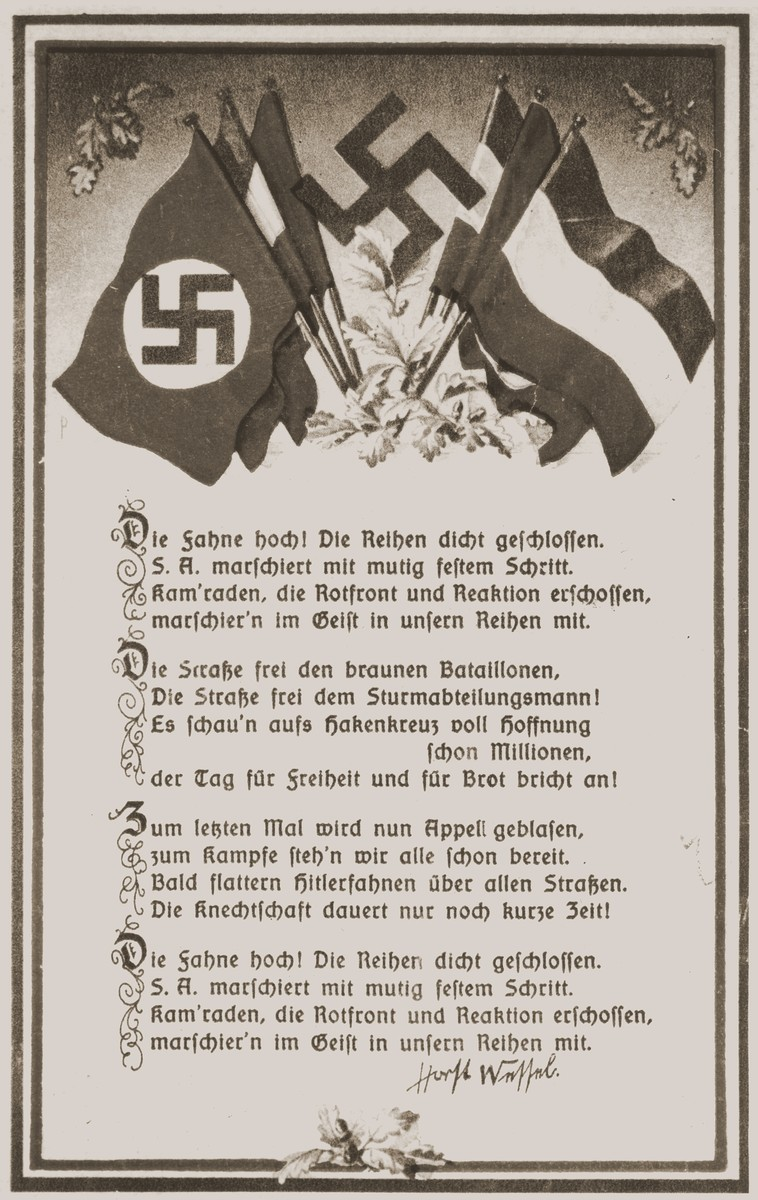
Eine Postkarte mit dem Text des Horst-Wessel-Liedes

Der Begriff Lieder der Nationalsozialisten umfasst alle Lieder, die von den Nationalsozialisten verfasst wurden, also Propaganda- und Kampflieder der NSDAP. In Deutschland ist das öffentliche Aufführen oder Singen dieser Lieder, die als verfassungsfeindliche Propaganda eingestuft sind, nach § 86 / § 86a StGB verboten. In Österreich gelten aufgrund § 3 des Verbotsgesetzes 1947 ähnliche Bestimmungen.

## Hintergrund
Häufig werden Lieder der NSDAP und alte deutsche patriotische Lieder miteinander verwechselt. Dies liegt einerseits daran, dass die nationalsozialistische Propaganda einige dieser älteren Lieder aufgriff und für ihre Zwecke missbrauchte. Andererseits verwechseln Menschen häufig aus reiner Unwissenheit oder Oberflächlichkeit unverfängliche patriotische Lieder oder Volkslieder und die der Nationalsozialisten.
Nicht mehr von allen Liedern aus der Zeit des Nationalsozialismus existieren Originalaufnahmen. Dies gilt vor allem für solche Lieder, die nicht überregional als Propagandalieder verwendet wurden, da von diesen schlicht keine industriell hergestellten Schallplatten angefertigt wurden. Von den bekanntesten Liedern haben sich jedoch bis heute einige Originalaufnahmen erhalten, da sie in sehr großer Zahl verkauft wurden und so die Chance, den Krieg zu überstehen bei diesen Liedern höher war.

## Rechtliche Lage
In Deutschland ist das Verbreiten, der Öffentlichkeit zugänglich machen, Singen und Abspielen dieser als verfassungsfeindliche Propaganda eingestuften Lieder nach § 86 und § 86a StGB verboten und wird mit Freiheitsstrafe bis zu 3 Jahren oder mit Geldstrafe bestraft. Dies gilt nicht, wenn die Handlung der staatsbürgerlichen Aufklärung, der Abwehr verfassungswidriger Bestrebungen, der Kunst oder der Wissenschaft, der Forschung oder der Lehre, der Berichterstattung über Vorgänge des Zeitgeschehens oder der Geschichte oder ähnlichen Zwecken dient. Eine Liste mit explizit verbotenen Liedern existiert nicht.
In Österreich gelten aufgrund § 3 des Verbotsgesetzes 1947 ähnliche Bestimmungen.

## Lieder der NSDAP und der Sturmabteilung (SA)

### Horst-Wessel-Lied
Das Horst-Wessel-Lied avancierte zur Parteihymne der NSDAP. Es trägt den Namen des SA-Mannes Horst Wessel, der den Text zu einem nicht genau geklärten Zeitpunkt zwischen 1927 und 1929 auf eine vermutlich aus dem 19. Jahrhundert stammende Melodie verfasste.
Nach der Machtübernahme der NSDAP fungierte das Lied, nach dem Vorbild der Giovinezza im faschistischen Italien, de facto als zweite deutsche Nationalhymne. Das Lied wurde 1945 nach der Niederlage Deutschlands im Zweiten Weltkrieg durch den Alliierten Kontrollrat verboten. Dieses Verbot ist aufgrund vom Straftatbestand Verwenden von Kennzeichen verfassungswidriger und terroristischer Organisationen (§ 86a StGB) im Recht Deutschlands bis heute in Kraft. Nach dem Recht Österreichs gelten aufgrund § 3 des Verbotsgesetzes 1947 ähnliche Bestimmungen.

### „Es zittern die morschen Knochen“
Das Lied Es zittern die morschen Knochen ist nach dem Horst-Wessel-Lied eines der bekanntesten Lieder des Nationalsozialismus. Es wurde 1932 von dem Lyriker und Komponisten Hans Baumann während einer Wallfahrt verfasst. Ab 1934 wurde es zu einem der populärsten Lieder in den Organisationen der NSDAP. Es gehörte zu den Standardtexten der Hitlerjugend und der SA und wurde zum Pflichtlied des Reichsarbeitsdienstes. Baumann selbst nutzte es „aufgrund seiner einflussreichen, beruflichen Stellung in der Reichsjugendführung sehr effektiv“.
Nachdem der ursprüngliche Text mit heute gehört uns Deutschland und morgen die ganze Welt rasch zu einem Ärgernis wurde, änderte Baumann diese Stelle frühzeitig in heute da hört uns Deutschland und morgen die ganze Welt. Der angepasste Text mit da hört findet sich auch in der großen Mehrheit der zeitgenössischen Liederbücher.
Das Lied ist nach dem Recht Deutschlands anerkannt als ein nationalsozialistisches Kennzeichen im Sinne der Strafnorm Verwenden von Kennzeichen verfassungswidriger und terroristischer Organisationen (§ 86a StGB).

„Wir werden weiter marschieren,

wenn alles in Scherben fällt,

denn heute da hört uns Deutschland,

und morgen die ganze Welt.“

Die letzte Zeile, Und morgen die ganze Welt ist der Titel des preisgekrönten deutschen Spielfilms der Regisseurin Julia von Heinz, aus dem Jahr 2020, in dem es um die Auseinandersetzung zwischen radikalen Mitgliedern der Antifa und gewaltbereiten Neonazis geht.

### Kampflied der Nationalsozialisten
Das Kampflied der Nationalsozialisten auch unter der ersten Zeile Wir sind das Heer vom Hakenkreuz bekannt, ist eines der bekanntesten NS-Lieder und eine der frühen Hymnen der Hitlerbewegung. Der Text wurde von Kleo Pleyer verfasst, zur Melodie des traditionellen deutschen Volkslieds Stimmt an mit hellem hohem Klang, das 1811 von Albert Methfessel komponiert wurde.

„Wir sind das Heer vom Hakenkreuz, hebt hoch die roten Fahnen, der deutschen Arbeit wollen wir den Weg zur Freiheit bahnen.“

### „Volk ans Gewehr“
Volk ans Gewehr ist der Refrain des in der Zeit des Nationalsozialismus sehr verbreiteten Liedes Siehst du im Osten das Morgenrot aus dem Jahre 1931. Auch unter Zeitgenossen wurde das Lied schon nach seinem Refrain genannt. Verfasser des Liedes war Arno Pardun, der es Joseph Goebbels widmete. Der Text enthält starke Anspielungen auf das bekannte Arbeiterlied Brüder, zur Sonne, zur Freiheit.
Das Lied wurde erstmals auf einer Kundgebung im Berliner Sportpalast am 8. Januar 1932 von etwa 150 SA-Leuten der SA-Standarte 7 und der SA-Kapelle Fuhsel öffentlich vorgetragen. In den folgenden Jahren wurde es zu einem der meistgespielten nationalsozialistischen Lieder.
Parduns Lied gehörte zu den bekanntesten Massenliedern der NS-Zeit: In den 1930er Jahren wurde es vor allem als SA-Marschlied verwendet. Unter anderem wurde es auch bei der Bücherverbrennung in Berlin 1933 auf dem Opernplatz gesungen. Außerdem war es ein Pflichtlied beim Reichsarbeitsdienst. Nicht zuletzt durch die Aufnahme in das Soldatenliederbuch Morgen marschieren wir wurde es während des Krieges als Militärlied verwendet.
Die entscheidenden Takte des Liedes erklangen von 1939 bis 1945 im Großdeutschen Rundfunk als Pausenzeichen. Auch Vorträge an Universitäten oder Fachschaftssitzungen wurden schon seit 1933 mit dem Lied begonnen. Somit wurden die Menschen ständig an dieses Lied erinnert. Die Historikerin Jutta Sywottek bezeichnet dies als subtiles Erziehungsmittel der Nationalsozialisten zur propagandistischen Kriegsvorbereitung.
Die Melodie hat einen hämmernden Marschrhythmus. Sie steht in Moll, hat einen bedrohlichen und düsteren Charakter und erreicht mit dem Aufruf „Volk ans Gewehr!“ ihren Höhepunkt. Dies sowie die Fanfaren zwischen den Zeilen geben dem Kampflied seine Wirkung. Das Lied war seinerzeit dem Vorwurf ausgesetzt, aufgrund seiner Melodie „undeutsch“, „russisch“ oder „bolschewistisch“ zu klingen.
Beim Nürnberger Prozess gegen die Hauptkriegsverbrecher wurde das Lied als Beweisdokument verwendet.
 Text
| 1. Siehst du im Osten das Morgenrot? Ein Zeichen zur Freiheit, zur Sonne! Wir halten zusammen, ob lebend, ob tot, mag kommen, was immer da wolle! Warum jetzt noch zweifeln, hört auf mit dem Hadern, Noch fließt uns deutsches Blut in den Adern. Volk ans Gewehr! Volk ans Gewehr!    | 2. Viele Jahre die zogen dahin. Geknechtet das Volk und betrogen. Verräter und Juden sie hatten Gewinn, sie forderten Opfer Legionen. Im Volke geboren erstand uns ein Führer, gab Glaube und Hoffnung an Deutschland uns wieder. Volk ans Gewehr! Volk ans Gewehr!           |
| 3. Deutscher, wach auf nun und reih dich ein, wir schreiten dem Siege entgegen! Frei soll die Arbeit, frei woll’n wir sein und mutig und trotzig verwegen. Wir ballen die Fäuste und werden es wagen, es gibt kein Zurück mehr und keiner darf zagen! Volk ans Gewehr! Volk ans Gewehr! | 4. Jugend und Alter und Mann für Mann, umklammern das Hakenkreuzbanner. Ob Bürger, ob Bauer, ob Arbeitsmann, sie schwingen das Schwert und den Hammer. Für Hitler, für Freiheit, für Arbeit und Brot, Deutschland erwache und Juda den Tod! Volk ans Gewehr! Volk ans Gewehr! |

Die 3. Strophe wurde seltener gesungen, auf den meisten Aufnahmen finden sich nur die anderen drei Strophen.

### „Die Hitlerleute“ („Kameraden lasst erschallen“)
Die Hitlerleute, auch bekannt als Kameraden lasst erschallen, war ein 1924 von Karl Mühlberger geschaffenes Arrangement des Kaiserjägermarsches für die SA mit Text von Horst Wessel. Das Lied wurde von seiner Einheit, dem Sturm 67 / 5 (Sturm 67, Standarte 5) der SA-Gruppe Berlin-Brandenburg, verwendet, die später nach Wessel benannt wurde und zeitweise auch unter dem Namen „Die Hitlerleute“ bekannt war. In einer anderen Version des Liedes lautet der Text „Ja, das sind die Hitlerleute von der Sta. III Berlin“, womit die 3. Standarte der Berliner SA gemeint ist. Das Lied wurde erstmals Anfang der 1930er Jahre von der Firma Electrola veröffentlicht.

„Und sieht man uns, so sagt man, wenn wir vorüberziehen: Ja, das sind die Hitlerleute, von der SA Berlin“

### „Hitlerleute“
Das frühe SA-Kampflied Hitlerleute übernahm die Melodie des Kampfliedes Giovinezza der italienischen Faschisten, das auch zur inoffiziellen Nationalhymne Italiens wurde. Der Text stammt aus der Feder von Heinrich Anacker, der auch das Kampflied Die braune Kompanie schrieb.

„Hitlerleute, Hitlerleute! Es klirrt die Sklavenkette heute noch im Land! Es kommt der Tag, da sie zerbricht, feige Knechte sind wir nicht!“

### „Heil, Hitler, dir!“ („Deutschland erwache“)
Das Kampflied Heil, Hitler, dir!, auch bekannt unter der ersten Zeile Deutschland erwache, wurde 1937 von Bruno Schestak aus Dresden komponiert, der es Adolf Hitler widmete. Der Text beginnt mit der Parole Deutschland erwache, mit dem auch das Sturmlied von Dietrich Eckart abschließt, und richtet sich dann gegen fremde Juden; in der zweiten Strophe heißt es: All diese Heuchler, wir werfen sie hinaus.

### „Brüder in Zechen und Gruben“
Angelehnt an das sehr bekannte Arbeiterlied Brüder, zur Sonne, zur Freiheit.

### „Hakenkreuzlied“
Das Hakenkreuzlied wurde 1923 vom Pfarrer von Festenburg in der österreichischen Gemeinde St. Lorenzen am Wechsel, Ottokar Kernstock, verfasst. Er schrieb es für die Fürstenfelder Ortsgruppe der Deutschen Nationalsozialistischen Arbeiterpartei (DNSAP). Kernstock betonte bald danach, kein „Hakenkreuzler“ zu sein. Er erklärte, dass er ein Gedicht geschrieben habe „das den idealen Zielen galt, die ursprünglich den Hakenkreuzlern vorschwebten und mit denen sich jeder brave Deutsche einverstanden erklären musste“. Die nationalsozialistische Propaganda verwendete das Gedicht in der Folge u. a. im Wahlkampf in Sudetendeutschland.

### „Die braune Kompanie“
Der Text des Marschliedes Die braune Kompanie wurde von Heinrich Anacker verfasst, die Melodie stammt von Erich Wintermeier.
Text
| 1. Ich bin noch jung an Jahren, ich bin noch weit vom Tod! Und hab’ doch schon erfahren des Volkes bitt’re Not. Und ob mein Glück mich freue, mein Herz vergisst dich nie! Ich diene dir in Treue, du braune Kompanie! Ich diene dir in Treue, du braune Kompanie!          | 2. Schon mancher ist gefallen von unserm Hitlerkorps. Die Glocken hör ich schallen und heb’ den Arm empor. Ich schwöre und erneuere den Schwur, den Wessel schrie: Ich diene dir in Treue, du braune Kompanie! Ich diene dir in Treue, du braune Kompanie! |
| 3. So will ich wacker streiten bis an das blut’ge End. Daß einst in fernen Zeiten mein Deutschland Frieden fänd’. Und daß einst Rosen streue der Sieg, den Gott uns lieh! Drum dien’ ich dir in Treue, du braune Kompanie! Drum dien’ ich dir in Treue, du braune Kompanie! | |

### „Heil dem Vaterland!“
Das Kampflied Heil dem Vaterland!, auch bekannt unter der ersten Zeile Deutschland, du Land der Treue, stammt aus der Feder von Franz Baumann.

„Hakenkreuzfahnen,
 schwarz, weiß und rot,
 grüßen und mahnen:
 Seid getreu bis zum Tod!
 Deutsche, seid Brüder,
 reicht euch die Hand!
 Heil unserm Führer!
 Heil dem Vaterland!“

### Weitere Lieder der Sturmabteilung und der NSDAP
- Sturmlied
- Der Führer ruft SA voran
- 70 Millionen, ein Schlag
- Die Toten des 9. November 1923 (In München sind viele gefallen)
- Auf, auf, zum Kampf
- Hitlernationale
- Durch Groß-Berlin marschieren wir
- Durch deutsches Land marschieren wir
- Die braunen Soldaten
- Mein Kamerad im Braunhemd, du
- Am Adolf-Hitler-Platz
- Es pfeift von allen Dächern
- Die braune Garde
- Heraus zum Kampf
- Braun sind die Hemden, rot ist das Blut
- In den Ostwind hebt die Fahnen
- Wenn die SS und die SA aufmarschiert

## Lieder der Schutzstaffel (SS) und der Waffen-SS

### „SS marschiert in Feindesland“
Das Lied SS marschiert in Feindesland, auch bekannt unter dem Namen Teufelslied, war ein Marschlied der Waffen-SS, das vor allem im Deutsch-Sowjetischen-Krieg Verwendung fand. Die Melodie wurde vom Lied der Legion Condor übernommen. Das Lied für Ziehharmonika hat einen düsteren Moll-Charakter und war dem Vorwurf ausgesetzt, „undeutsch“ oder „bolschewistisch“ zu sein. Auch von der SS-Division Charlemagne wurde eine Version des Liedes verwendet.
Im Jahre 2015 wurde der Pressesprecher des Wiener Ortsverbandes der FPÖ Stefan Gotschacher entlassen, nachdem er Verse des Liedes auf seiner Facebook-Seite postete.
Auf der Videoplattform YouTube findet sich eine neue Fassung namens Grüne Teufel, die den Text in Teilen abgewandelt auf die Bundeswehr und Deutschland in den Grenzen seit 1990 überträgt. Die Videos verzeichnen mitunter hunderttausende Aufrufe. Zum offiziellen Liedgut der Bundeswehr gehört das Lied jedoch nicht.

### „Die stolze Leibstandarte“
Auf die Melodie des SA-Liedes Die braune Garde wurde auch ein leicht angepasster Text gesungen, der die Leibstandarte SS Adolf Hitler behandelt.

„Ja, das ist die Garde, die unser Führer liebt, ja liebt, die stolze Leibstandarte, die da stirbt, die sich nie ergibt!“

### „SS marschiert“
Auch das SA-Lied SA marschiert, auch bekannt unter dem Titel Durch Groß-Berlin bzw. Durch deutsches Land marschieren wir, wurde im Zuge der sinkenden Bedeutung der Sturmabteilung nach dem Röhm-Putsch für die SS umgewandelt. Hierbei wurde schlicht im Liedtext das Wort SA durch SS ersetzt.

## Lieder der Hitlerjugend (HJ)

### Vorwärts! Vorwärts! schmettern die hellen Fanfaren
Das Lied Vorwärts! Vorwärts! schmettern die hellen Fanfaren, auch bekannt unter dem Refrain Unsre Fahne flattert uns voran, war eines der bekanntesten Lieder der Hitlerjugend und gleichzeitig ihr offizielles Fahnenlied. Der Text wurde vom Reichsjugendführer Baldur von Schirach geschrieben, die Melodie stammt von Hans-Otto Borgmann. Erstmals veröffentlicht wurde das im Marschtakt gehaltene Lied im 1933 uraufgeführten Propagandafilm Hitlerjunge Quex.
Im 1939 veröffentlichten Liederbuch Sturm- und Kampflieder für Front und Heimat vom Propaganda-Verlag wird das Lied unter dem Titel Unsere Fahne flattert uns voran als viertes „Lied der Nation“ geführt.

„Uns’re Fahne flattert uns voran!
 In die Zukunft ziehen wir Mann für Mann!
 Wir marschieren für Hitler durch Nacht und durch Not,
 mit der Fahne der Jugend, für Freiheit und Brot!
 Uns’re Fahne flattert uns voran!
 Uns’re Fahne ist die neue Zeit!
 Und die Fahne führt uns in die Ewigkeit!
 Ja die Fahne ist mehr als der Tod!“

### „Ein junges Volk steht auf“
Das von Werner Altendorf gedichtete Lied Ein junges Volk steht auf wurde erstmals 1935 in der Liedersammlung Ein junges Volk steht auf. Kampflieder des Ludwig-Voggenreiter-Verlags veröffentlicht, die vierzehn Lieder Altendorfs zusammenstellt. Sehr schnell fand es Eingang in das Liedgut der Hitlerjugend und der NSDAP, schon 1936 zählte es zu den Pflichtliedern der HJ. Bis 1940 wurde es in nahezu alle Schulliederbücher aufgenommen und fand auch Eingang in verschiedene Soldatenliederbücher.

### Weitere Lieder der Hitlerjugend
- Jugend marschiert
- Hitler-Jugend-Lied
- Jugend will Marschieren

## Lieder des Reichsarbeitsdienstes (RAD)
Auch im Reichsarbeitsdienst fanden viele Kampflieder Verwendung, einige von ihnen wurden zu Pflichtliedern erklärt.
Pflichtlieder beim Reichsarbeitsdienst
- Feierlied der Arbeit
- Singend wollen wir marschieren
- Unsere Spaten sind Waffen im Frieden
- Wir tragen das Vaterland

Weitere Lieder des Reichsarbeitsdienstes
- Lied der Arbeit

## Nationalsozialistische Soldatenlieder
Hierbei ist zu beachten, dass ausschließlich solche Soldatenlieder als „nationalsozialistisch“ im Sinne von „nationalsozialistischer Propaganda“ zu betrachten sind, die eindeutige Anspielungen und Verbindungen zum NS-Regime beinhalten. Beispiele für diese Anspielungen sind zum Beispiel die Verwendung bestimmter Worte wie „der Führer“, die Erwähnung von Gegnern des Regimes wie „Stalin, Churchill, Roosevelt“ usw. Soldatenlieder, die zwar zur Zeit des Nationalsozialismus entstanden, jedoch keine Hinweise oder Anspielungen auf nationalsozialistische Ideologie enthalten, sind nicht als nationalsozialistische Lieder zu werten.

### Eigens komponiert
- Flieg deutsche Fahne, flieg
- Rußlandlied (Von Finnland bis zum Schwarzen Meer)
- Sieg Heil, Viktoria
- Lied der Panzergrenadiere
- Panzer rollen in Afrika vor
- Bomben auf Engelland

### Originaltext durch die Nationalsozialisten verändert
- Als die goldne Abendsonne
- Mein Regiment, mein Heimatland

## Sonstige Propagandalieder

### Adolf Hitlers Lieblingsblume ist das schlichte Edelweiß
Dieses Lied wurde 1933 von Otto Rathke komponiert, die Weise stammen von Emil Gustav Adolf Stadthagen. Populär wurde das Lied durch die Vertonung mit dem bekannten deutschen Tenor Harry Steier. Obwohl sich das Lied anfangs großer Beliebtheit erfreute, wurde es im Jahre 1939 gemeinsam mit Musik des Jazz und Titeln von jüdischen Komponisten verboten. Grund dafür war, dass das Lied von der NS-Führung nun als zu kitschig angesehen wurde und die Führerfigur Hitlers durch den Text der Lächerlichkeit preisgeben könnte.

„Hoch an schroffen Felsenwänden,
 blüht die Blume selt’ner Art,
 der der Kanzler unseres Volkes,
 seine Neigung still bewahrt.
 Eine Königin der Alpen,
 ist es, die sein Herz liebt heiß!
 Adolf Hitlers Lieblingsblume ist das schlichte Edelweiß!
 Adolf Hitlers Lieblingsblume ist das schlichte Edelweiß!“